# 桜川駅 (滋賀県)
桜川駅（さくらがわえき）は、滋賀県東近江市桜川西町にある近江鉄道本線（水口・蒲生野線）の駅である。駅番号はOR29。

## 歴史
- 1900年（明治33年）10月1日：近江鉄道の八日市駅 - 日野駅間開業に伴い、駅開設。
- 1944年（昭和19年）3月1日：八日市鉄道を吸収合併したことに伴い、路線名を制定。近江鉄道本線の所属駅となる。
- 1972年（昭和47年）10月：貨物取扱を廃止。
- 1987年（昭和62年）12月20日：駅業務を廃止、無人駅へ移行。ただし、完全無人化したのは2010年（平成22年）となっている。

## 駅構造

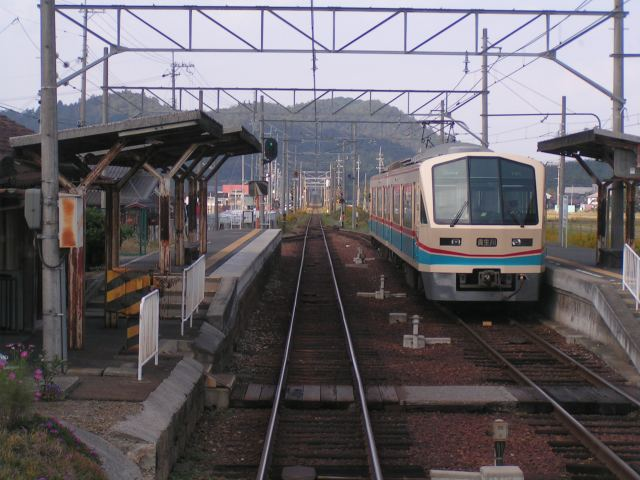
駅構内（2005年10月）

相対式ホーム2面2線を有する地上駅で無人駅である。駅舎は開業当時からのものであるが、2010年から駅は無人化し、駅舎の大部分を占めていた駅務室は閉鎖したが、待合室は現在も使用されている。なお、ホーム間は構内踏切で連絡している。

### のりば
| 番線   | 路線                     | 方向 | 行先       |
| ------ | ------------------------ | ---- | ---------- |
| 反対側 | ■本線 （水口・蒲生野線） | 下り | 貴生川方面 |
| 駅舎側 | ■本線 （水口・蒲生野線） | 上り | 米原方面   |

※案内上ののりば番号は割り当てられていない。
付記事項
- 下り線のりばはかつて、島式ホームだった[1]。

## 利用状況
近年の一日平均乗車人員の推移は下記のとおり。(東近江市統計書より)
| 年度               | 一日平均 乗車人員 |
| ------------------ | ----------------- |
| 2002年（平成14年） | 98                |
| 2003年（平成15年） | 102               |
| 2004年（平成16年） | 122               |
| 2005年（平成17年） | 136               |
| 2006年（平成18年） | 147               |
| 2007年（平成19年） | 141               |
| 2008年（平成20年） | 122               |
| 2009年（平成21年） | 143               |
| 2010年（平成22年） | 138               |
| 2011年（平成23年） | 156               |
| 2012年（平成24年） | 175               |
| 2013年（平成25年） | 176               |
| 2014年（平成26年） | 167               |
| 2015年（平成27年） | 153               |
| 2016年（平成28年） | 135               |
| 2017年（平成29年） | 132               |
| 2018年（平成30年） | 125               |
| 2019年（令和元年） | 122               |

## 駅周辺
田畑が大きく広がるが、駅南西側には住宅が多く建つ。駅南東側には小学校があり、付近には商業施設もある。駅から西または南へ進むと「佐久良川」という川に至る（同音異字）。
- 東近江市立蒲生東小学校
- 滋賀銀行桜川支店
- 湖東信用金庫蒲生支店
- 東近江市蒲生医療センター - この施設の開業に伴い、東近江市は最寄り駅として当駅 - 朝日大塚駅間に新駅開設を検討している[11]。
- 東近江市役所蒲生支所
- 東近江警察署 桜川警察官駐在所
- 石塔寺
- 滋賀県道46号八日市蒲生線
- 滋賀県道176号桜川西竜王線
- 滋賀県道524号桜川西中在寺線
- 御代参街道

## 接続交通機関

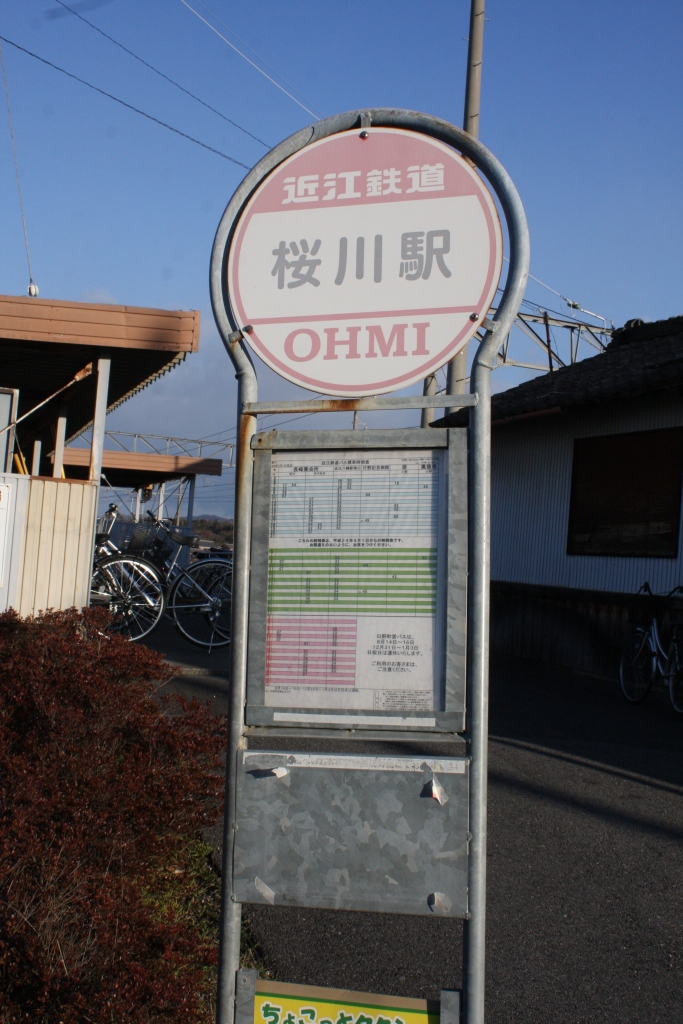
「桜川駅」停留所の看板（近江鉄道バス）

駅前のロータリー出入り口付近に「桜川駅」停留所があり、路線バスと町営バスが発着する。なお、タクシー路線はデマンド運行となるため、予約がない場合は運行されない。

### バス路線
近江鉄道バス
- 八幡・長峰線
  - 近江八幡駅南口 / 長峰集会所

日野町営バス
- 桜川線
  - 日野記念病院前 / 原

※平日と土曜のみ運行するが、祝日・お盆（8月14日 - 16日）・年末年始（12月31日 - 翌年1月3日）は運休する。

### タクシー路線
ちょこっとタクシー
- 蒲生エリア
  - 桜川駅と稲垂、長峰、鋳物師の各地区と石塔寺方面を巡回するエリアタクシー（要予約）[12]。

## 隣の駅
近江鉄道
■本線（水口・蒲生野線）
京セラ前駅（OR28） - 桜川駅（OR29） - 朝日大塚駅（OR30）

### 記事本文